# Minettia
Minettia là một chi ruồi trong họ Lauxaniidae.

## Các loài
- M. longipennis (Fabricius, 1794)
- M. desmometopa (de Meijere, 1907)
- M. fasciata (Fallén, 1826)
- M. flaviventris (Costa, 1844)
- M. inusta (Meigen, 1826)
- M. longiseta (Loew, 1847)
- M. lupulina (Fabricius, 1787)
- M. plumicornis (Fallén, 1820)
- M. rivosa (Meigen, 1826)
- M. tubifer (Meigen, 1826)
- M. filia (Becker, 1895)

Danh sách này không đầy đủ, bạn cũng có thể giúp mở rộng danh sách.